# 索默卡爾河
50°4′26″N 9°14′15″E / 50.07389°N 9.23750°E

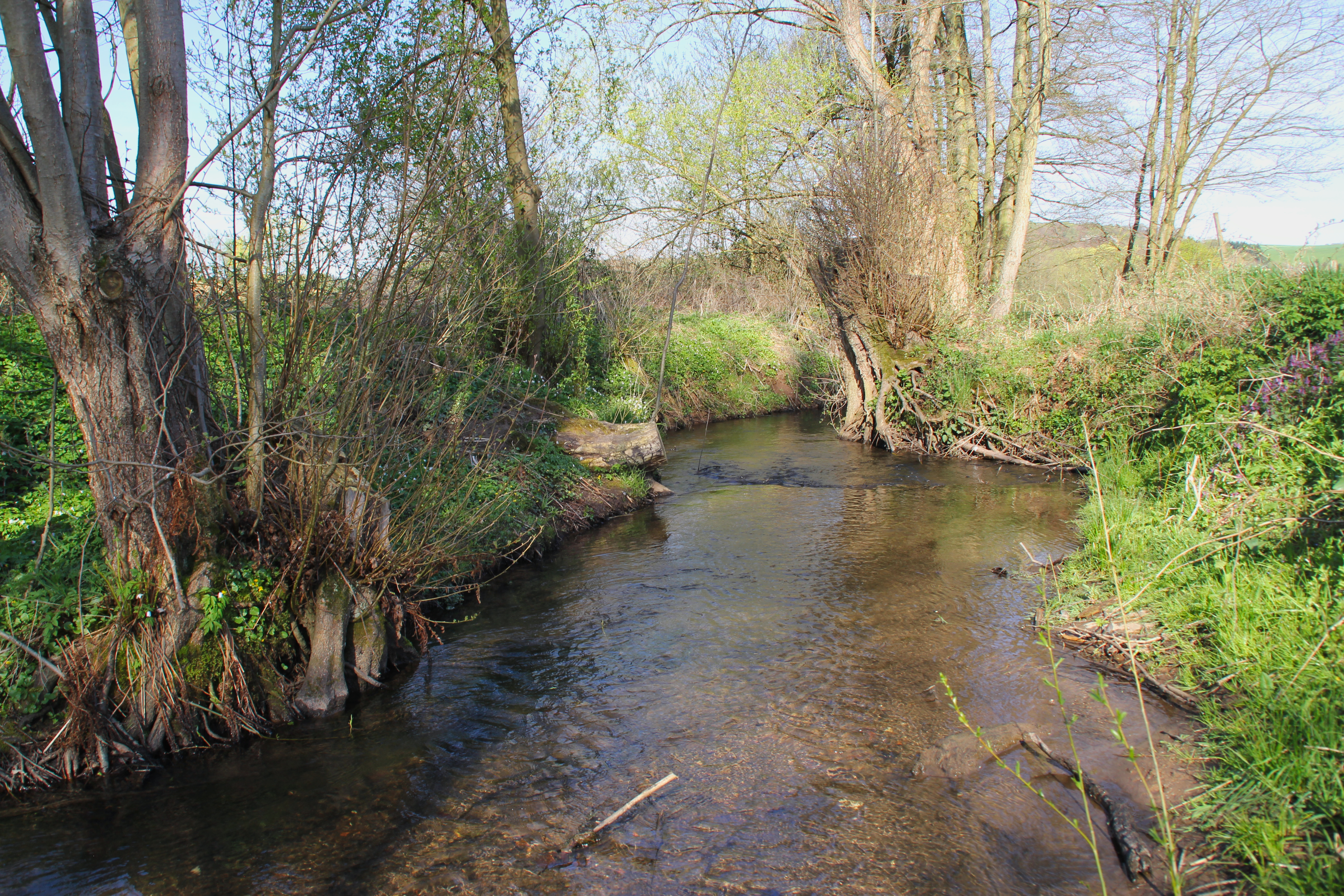

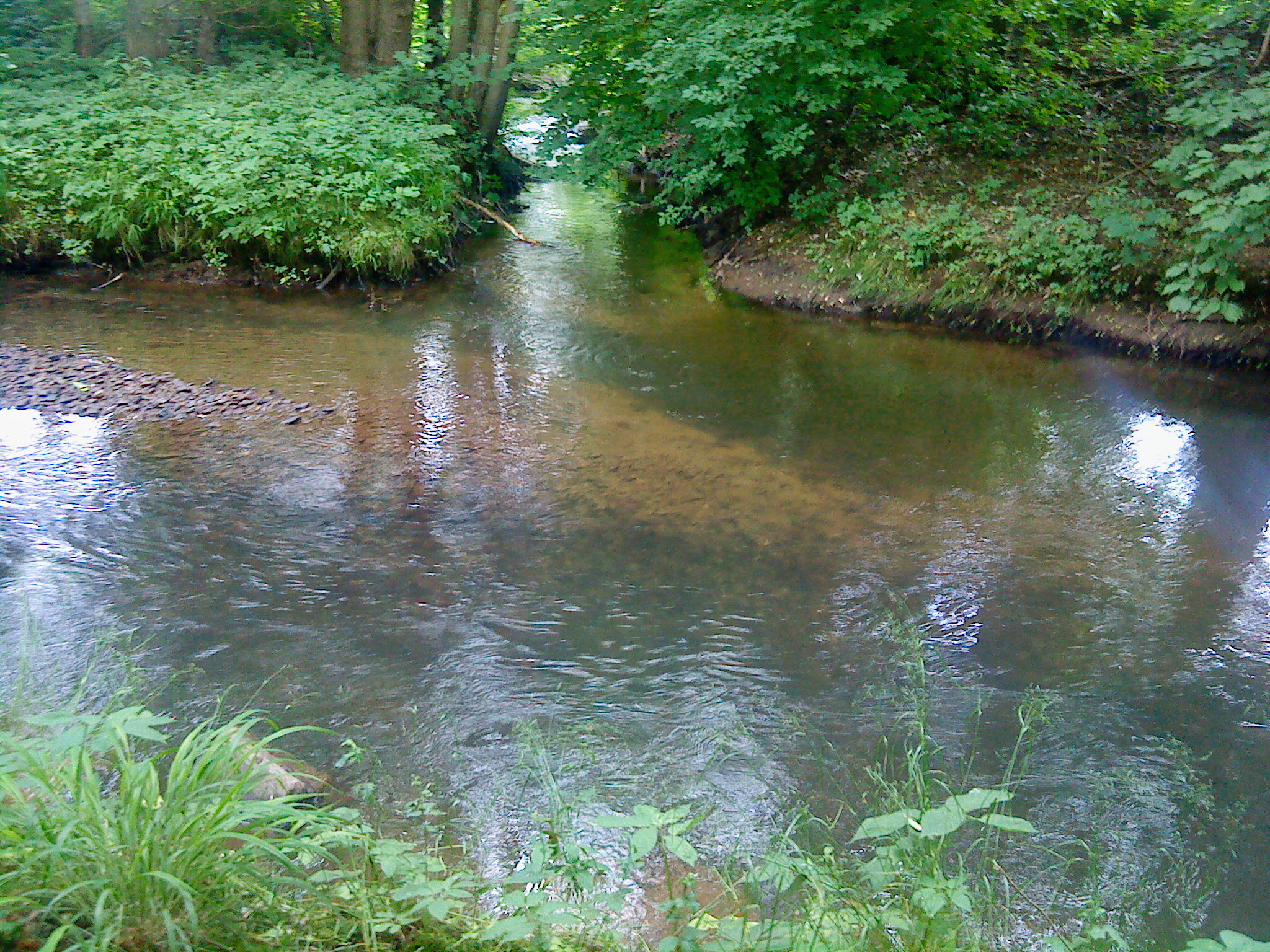

索默卡爾河（德語：Sommerkahl），是德國的河流，位於該國東南部，由巴伐利亞負責管轄，屬於卡爾河的左支流，河道全長5公里，流域面積12.6平方公里，發源自索默卡爾以東。